# Сад имени 30-летия Октября
Сад имени 30-летия Октября — сад в Невском районе Санкт-Петербурга. Площадь коло 5 га.
Сад расположен между: Смоляная улица, Стеклянная улица, Проспект Обуховской Обороны, Слободская улица, Хрустальная улица, Глазурная улица, Фаянсовая улица.
Исторический район Стеклянный городок.
Финляндский железнодорожный мост с эстакадами проходят сквозь сад, разделяя территорию на две части.
Достопримечательностями парка являются фонтан (восстановлен в 2019 г.), 600-метровая железобетонная эстакада Финляндского железнодорожного мосту через р. Неву (1910—1913 гг., инж. Н. А. Белелюбский (руководитель), Г. Г. Кривошеин, И. Г. Александров, арх. В. П. Апышков).
На территории сада находятся Объекты культурного наследия: «Участок сохранившегося культурного слоя, вмещающего остатки фундаментов зданий постройки середины XIX — начала ХХ вв., относящихся к историческому району Санкт-Петербурга Стеклянный городок, в центральной части сада 30-летия Октября» — распоряжение КГИОП от 08.04.2020 № 114-р; 
«Территории объектов культурного наследия: Участок сохранившегося культурного слоя, вмещающего остатки фундаментов зданий постройки середины XIX — начала ХХ вв., относящихся к историческому району Санкт-Петербурга Стеклянный городок, в центральной части сада 30-летия Октября» — распоряжение КГИОП от 08.04.2020 № 114-р.
В позапрошлом веке на этой территории располагались смоляные амбары, рядом варили смолу, которой обрабатывали деревянные корабли. На территории было расположено несколько улиц с небольшими постройками. После войны и блокады участок превратился в пустырь.
В саду установлены 57 светодиодных светильников к 2012 году (СПб ГУП «Ленсвет»)
Историческая ограда находится не просто в аварийном состоянии, она практически уничтожена.
На 22.10.2022 представляет собой, местами, обломки ржавого металла.

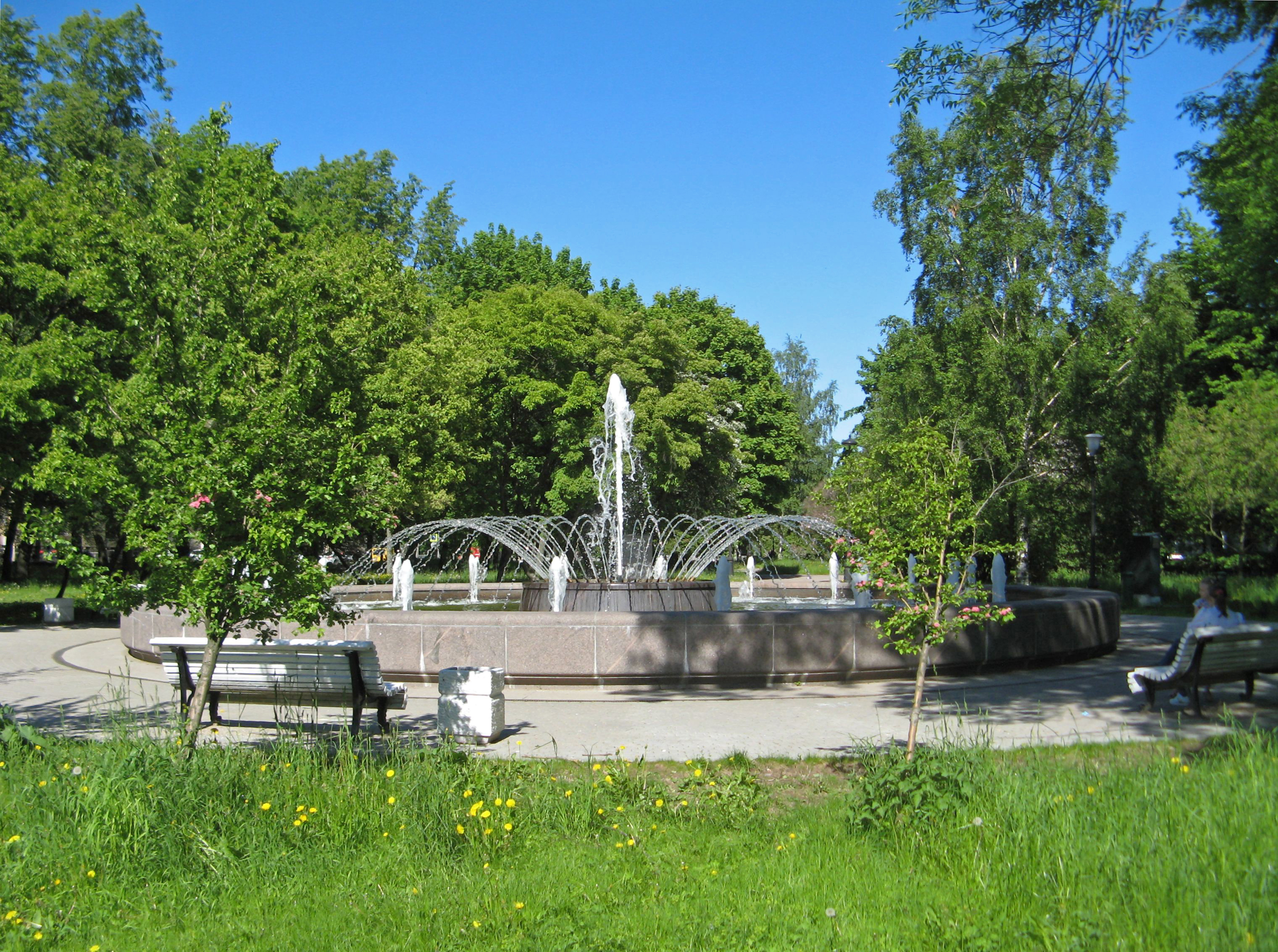
Фонтан в саду 30-летия Октября